# Jean Beaudin
Jean Beaudin (Montréal, 6 febbraio 1939 – Montréal, 18 maggio 2019) è stato un regista, sceneggiatore e montatore canadese.

## Biografia
I temi delle sue pellicole includono principalmente il thrilling e il dramma psicologico. Uno dei suoi film più riusciti è J.A. Martin fotografo, uscito nel 1977, collocato dai critici quasi unanimemente tra i migliori lavori del cinema canadese e che ha consentito a Monique Mercure di vincere il premio per la miglior interpretazione femminile al Festival di Cannes.
Dopo il successo conseguito con il film, Beaudin ha iniziato a lavorare assiduamente per la televisione dirigendo numerose serie nel Quebec, suo luogo d'origine. In molte occasioni si è lamentato della penuria di fondi che il suo paese dedica al cinema che, a suo dire, limita la crescita e l'immaginazione nell'arte cinematografica. Tra i suoi film più recenti si segnalano Le collectionneur (2002) e I nuovi eroi (2004), con Gérard Depardieu.

## Filmografia

### Regista
- Vertige (1969) - cortometraggio
- Stop (1971)
- La signora omicidi colpisce ancora (Le diable est parmi nous) (1972)
- Les indrogables (1972) - cortometraggio
- Trois fois passera (1973) - cortometraggio
- Par une belle nuit d'hiver (1974) - cortometraggio
- Cher Théo (1975)
- J.A. Martin fotografo (J.A. Martin photographe) (1977)
- Jeux de la XXIème olympiade (1977) - documentario
- Cordélia (1980)
- Mario (1984)
- Le matou (1985)
- La Bioéthique: une question de choix - L'homme à la traîne (1986) - cortometraggio
- L'or et le papier (1990) - serie TV
- Les filles de Caleb (1990) - serie TV
- Being at Home with Claude (1992)
- Shehaweh (1992) - serie TV
- Miséricorde (1994) - miniserie TV
- Craque la vie! (1994) - film TV
- The Hunger (1997) - serie TV
- Ces enfants d'ailleurs (1997) - miniserie TV
- Souvenirs intimes (1999)
- Big Wolf on Campus - serie TV, 2 episodi (2000)
- Willie (2000) - serie TV
- Le collectionneur (2002)
- I nuovi eroi (Nouvelle-France) (2004)
- Céline Dion: Ma Nouvelle-France - cortometraggio (2004)
- Sans elle (2006)